# Чжан Юньчуань
Чжан Юньчуа́нь (кит. упр. 张云川, пиньинь Zhāng Yúnchuān, род. 8 октября 1946) — китайский политик.
Член КПК с 1973 года, член ЦК КПК 16-17 созывов.

## Биография
По национальности хань.
Окончил Харбинский военно-инженерный инсититут (1970). В 1986 и 1994 гг. обучался в ЦПШ при ЦК КПК.
В 1970-85 гг. работал на заводе № 6214, в 1983-85 гг. директор по продукции.
В 1985-86 гг. вице-мэр Цзюцзяна.
В 1986-91 гг. замглавы и спецпредставитель Ганьчжоуского парткома.
С 1991 г. помощник, в 1993—1995 гг. заместитель губернатора пров. Цзянси.
В 1995—1999 гг. зампред Синьцзян-Уйгурского АР, в 1995-98 гг. член Посткома парткома АР, в 1998—1999 гг. замглавы парткома.
В 1999—2001 гг. глава горкома КПК административного центра пров. Хунань г. Чанша, в 1999—2003 гг. замглавы парткома провинции и в 2001—2003 гг. её губернатор.
В 2003—2007 гг. глава Госуправления по оборонной науке, технологиям и промышленности (SASTIND).
В 2007—2011 гг. глава парткома провинции Хэбэй (Северный Китай) и с января 2008 года глава ПК СНП провинции.
С августа 2011 года зампред Комиссии по охране окружающей среды и природных ресурсов ВСНП.